# Starawieś (gromada w powiecie bychawskim)
Starawieś (pod koniec Stara Wieś) – dawna gromada, czyli najmniejsza jednostka podziału terytorialnego Polskiej Rzeczypospolitej Ludowej w latach 1954–1972.
Gromady, z gromadzkimi radami narodowymi (GRN) jako organami władzy najniższego stopnia na wsi, funkcjonowały od reformy reorganizującej administrację wiejską przeprowadzonej jesienią 1954 do momentu ich zniesienia z dniem 1 stycznia 1973, tym samym wypierając organizację gminną w latach 1954–1972.
Gromadę Starawieś z siedzibą GRN w Starejwsi (obecnie są to trzy wsie: Stara Wieś Pierwsza, Stara Wieś Druga i Stara Wieś Trzecia) utworzono – jako jedną z 8759 gromad na obszarze Polski – w powiecie krasnostawskim w woj. lubelskim na mocy uchwały nr 9 WRN w Lublinie z dnia 5 października 1954. W skład jednostki weszły obszary dotychczasowych gromad Starawieś I, Starawieś II, Starawieś III i Karolin ze zniesionej gminy Zakrzew w tymże powiecie. Dla gromady ustalono 14 członków gromadzkiej rady narodowej.
1 stycznia 1956 gromada weszła w skład nowo utworzonego powiatu bychawskiego w tymże województwie.
Pod koniec lat 1960. obowiązywała nazwa gromada Stara Wieś.
1 stycznia 1969 gromadę Stara Wieś zniesiono, włączając jej obszar do gromady Gałęzów w tymże powiecie, po czym na okres 4 lat gromad Stara Wieś utraciła funkcje administracyjne. Powróciła do nich dopiero 1 stycznia 1973 kiedy to w powiecie bychawskim utworzono gminę Stara Wieś (zniesioną już 11 października 1973).